# レッドブル・RB9
レッドブル・RB9 (Red Bull RB9) は、レッドブル・レーシングが2013年のF1世界選手権参戦用に開発したフォーミュラ1カーである。

## 概要
RB9は2013年2月3日にレッドブルの本拠地ミルトンキーンズにて初公開され、2月5日のヘレステストにてシェイクダウンを行った。
2013年より日産自動車の海外ブランド「インフィニティ」がタイトルスポンサーに就任し、サイドポッドに大きなロゴが描かれた他、ブランドのイメージカラーである紫色が各所にあしらわれた。
2013年は大きな規定変更が行われないため、RB9は前年モデルRB8のコンセプトを継承した進化型とされた。開発責任者のエイドリアン・ニューウェイは、2012年のチャンピオン争いが最終戦までもつれ込んだため、RB9の開発スケジュールに妥協を強いられたとコメントした。
今季よりノーズの段差を隠すバニティパネル（化粧板）の装着が認められたが、レッドブルは重量が増えるハンディを考慮して短いパネルを装着し、段差を残す形状とした。RB8の特徴であった段差部分の空気孔（レターボックス・スロット）は姿を消したが、前年のザウバー・C31の様にノーズ下面から空気を取り入れ、シャシー上面へ排出する通気式ノーズを採用した。

## スペック
ソース

### シャーシ
- シャーシ名 RB9
- シャーシ構造 コンポジット・モノコック構造、ルノー製V8エンジンもストレス・メンバーとして搭載
- ギアボックス 縦置き7速＋リバース1速 油圧式パワーシフト&クラッチ･オペレーション
- クラッチ APレーシング
- サスペンション アルミニウム合金製アップライト、カーボンファイバー製ダブルウィッシュボーン、プッシュロッド（フロント）/プルロッド（リヤ）式トーションバー&アンチロールバー、マルチマチック製ダンパー
- ブレーキキャリパー ブレンボ
- ブレーキディスク・パッド ブレンボカーボンファイバー製ディスクブレーキ
- ホイール O・Z（フロント:12インチｘ13インチ/リヤ:13.7インチｘ13インチ）
- タイヤ ピレリ P Zero
- エレクトロニクス FIA（MESL） スタンダードECU
- バッテリー ブラエル製MLF1T（リチウムイオンバッテリー）

### エンジン
- エンジン名 ルノーRS27-2013
- 気筒数・角度 V型8気筒・90度
- 排気量 2,400cc
- 最高回転数 18,000rpm（レギュレーションで規定）
- シリンダーブロック アルミニウム鋳造製
- バルブ数 32
- 重量 95kg（レギュレーション最小重量）
- 燃料 トタル・グループ
- 潤滑油 トタル・グループ
- エンジンマネージメント FIA（MESL製）標準コントロールユニット TAG320

## 記録
| 年   | No. | ドライバー | 1   | 2   | 3   | 4   | 5   | 6   | 7   | 8   | 9   | 10  | 11  | 12  | 13  | 14  | 15  | 16  | 17  | 18  | 19  | ポイント | ランキング |
| 年   | No. | ドライバー | AUS | MAL | CHN | BHR | ESP | MON | CAN | GBR | GER | HUN | BEL | ITA | SIN | KOR | JPN | IND | ABU | USA | BRA | ポイント | ランキング |
| ---- | --- | ---------- | --- | --- | --- | --- | --- | --- | --- | --- | --- | --- | --- | --- | --- | --- | --- | --- | --- | --- | --- | -------- | ---------- |
| 2013 | 1   | ベッテル   | 3   | 1   | 4   | 1   | 4   | 2   | 1   | Ret | 1   | 3   | 1   | 1   | 1   | 1   | 1   | 1   | 1   | 1   | 1   | 596      | 1位        |
| 2013 | 2   | ウェバー   | 6   | 2   | Ret | 7   | 5   | 3   | 4   | 2   | 7   | 4   | 5   | 3   | 15† | Ret | 2   | Ret | 2   | 3   | 2   | 596      | 1位        |

- 太字はポールポジション、斜字はファステストラップ。(key)
- † 印はリタイアだが、90%以上の距離を走行したため規定により完走扱い。